# Thất Đài Hà
Thất Đài Hà (七台河市) là một địa cấp thị tỉnh Hắc Long Giang, Cộng hòa Nhân dân Trung Hoa. Thất Đài Hà có diện tích 6.621 km2 và dân số 860.000 người.

## Các đơn vị hành chính
Địa cấp thị Thất Đài Hà quản lý các đơn vị cấp huyện sau:

### Các quận nội thành
Các quận sau:
- Đào Sơn (桃山区)
- Tân Hưng (新兴区)
- Gia Tử Hà (茄子河区)

### Các huyện
Một huyện:
- Bột Lợi (勃利县)

## Khí hậu
| Dữ liệu khí hậu của Thất Đài Hà, elevation 225 m (738 ft), (1991–2020 normals) | Dữ liệu khí hậu của Thất Đài Hà, elevation 225 m (738 ft), (1991–2020 normals) | Dữ liệu khí hậu của Thất Đài Hà, elevation 225 m (738 ft), (1991–2020 normals) | Dữ liệu khí hậu của Thất Đài Hà, elevation 225 m (738 ft), (1991–2020 normals) | Dữ liệu khí hậu của Thất Đài Hà, elevation 225 m (738 ft), (1991–2020 normals) | Dữ liệu khí hậu của Thất Đài Hà, elevation 225 m (738 ft), (1991–2020 normals) | Dữ liệu khí hậu của Thất Đài Hà, elevation 225 m (738 ft), (1991–2020 normals) | Dữ liệu khí hậu của Thất Đài Hà, elevation 225 m (738 ft), (1991–2020 normals) | Dữ liệu khí hậu của Thất Đài Hà, elevation 225 m (738 ft), (1991–2020 normals) | Dữ liệu khí hậu của Thất Đài Hà, elevation 225 m (738 ft), (1991–2020 normals) | Dữ liệu khí hậu của Thất Đài Hà, elevation 225 m (738 ft), (1991–2020 normals) | Dữ liệu khí hậu của Thất Đài Hà, elevation 225 m (738 ft), (1991–2020 normals) | Dữ liệu khí hậu của Thất Đài Hà, elevation 225 m (738 ft), (1991–2020 normals) | Dữ liệu khí hậu của Thất Đài Hà, elevation 225 m (738 ft), (1991–2020 normals) |
| Tháng                                                                          | 1                                                                              | 2                                                                              | 3                                                                              | 4                                                                              | 5                                                                              | 6                                                                              | 7                                                                              | 8                                                                              | 9                                                                              | 10                                                                             | 11                                                                             | 12                                                                             | Năm                                                                            |
| ------------------------------------------------------------------------------ | ------------------------------------------------------------------------------ | ------------------------------------------------------------------------------ | ------------------------------------------------------------------------------ | ------------------------------------------------------------------------------ | ------------------------------------------------------------------------------ | ------------------------------------------------------------------------------ | ------------------------------------------------------------------------------ | ------------------------------------------------------------------------------ | ------------------------------------------------------------------------------ | ------------------------------------------------------------------------------ | ------------------------------------------------------------------------------ | ------------------------------------------------------------------------------ | ------------------------------------------------------------------------------ |
| Trung bình ngày tối đa °C (°F)                                                 | −11.7 (10.9)                                                                   | −6.9 (19.6)                                                                    | 2.1 (35.8)                                                                     | 12.4 (54.3)                                                                    | 20.2 (68.4)                                                                    | 25.1 (77.2)                                                                    | 27.2 (81.0)                                                                    | 26.1 (79.0)                                                                    | 21.3 (70.3)                                                                    | 12.5 (54.5)                                                                    | 0.0 (32.0)                                                                     | −10.4 (13.3)                                                                   | 9.8 (49.7)                                                                     |
| Trung bình ngày °C (°F)                                                        | −16.6 (2.1)                                                                    | −12.4 (9.7)                                                                    | −3.1 (26.4)                                                                    | 6.5 (43.7)                                                                     | 14.2 (57.6)                                                                    | 19.5 (67.1)                                                                    | 22.2 (72.0)                                                                    | 21.0 (69.8)                                                                    | 15.3 (59.5)                                                                    | 6.5 (43.7)                                                                     | −4.7 (23.5)                                                                    | −14.9 (5.2)                                                                    | 4.5 (40.0)                                                                     |
| Tối thiểu trung bình ngày °C (°F)                                              | −21.1 (−6.0)                                                                   | −17.7 (0.1)                                                                    | −8.3 (17.1)                                                                    | 0.6 (33.1)                                                                     | 8.3 (46.9)                                                                     | 14.2 (57.6)                                                                    | 17.8 (64.0)                                                                    | 16.7 (62.1)                                                                    | 9.9 (49.8)                                                                     | 1.1 (34.0)                                                                     | −8.9 (16.0)                                                                    | −18.9 (−2.0)                                                                   | −0.5 (31.1)                                                                    |
| Lượng Giáng thủy trung bình mm (inches)                                        | 6.6 (0.26)                                                                     | 5.8 (0.23)                                                                     | 13.9 (0.55)                                                                    | 28.8 (1.13)                                                                    | 65.7 (2.59)                                                                    | 95.2 (3.75)                                                                    | 116.8 (4.60)                                                                   | 119.0 (4.69)                                                                   | 55.8 (2.20)                                                                    | 29.6 (1.17)                                                                    | 21.8 (0.86)                                                                    | 12.0 (0.47)                                                                    | 571 (22.5)                                                                     |
| Số ngày giáng thủy trung bình (≥ 0.1 mm)                                       | 6.3                                                                            | 5.7                                                                            | 8.2                                                                            | 8.7                                                                            | 12.9                                                                           | 14.6                                                                           | 14.9                                                                           | 14.1                                                                           | 9.8                                                                            | 7.3                                                                            | 7.4                                                                            | 8.7                                                                            | 118.6                                                                          |
| Số ngày tuyết rơi trung bình                                                   | 9.6                                                                            | 9.0                                                                            | 11.2                                                                           | 5.2                                                                            | 0.2                                                                            | 0                                                                              | 0                                                                              | 0                                                                              | 0.1                                                                            | 2.9                                                                            | 9.9                                                                            | 13.4                                                                           | 61.5                                                                           |
| Độ ẩm tương đối trung bình (%)                                                 | 69                                                                             | 64                                                                             | 59                                                                             | 53                                                                             | 60                                                                             | 71                                                                             | 78                                                                             | 79                                                                             | 72                                                                             | 61                                                                             | 65                                                                             | 71                                                                             | 67                                                                             |
| Số giờ nắng trung bình tháng                                                   | 138.8                                                                          | 165.3                                                                          | 204.4                                                                          | 199.7                                                                          | 207.7                                                                          | 219.0                                                                          | 216.5                                                                          | 209.8                                                                          | 208.3                                                                          | 173.3                                                                          | 131.0                                                                          | 118.9                                                                          | 2.192,7                                                                        |
| Phần trăm nắng có thể                                                          | 49                                                                             | 56                                                                             | 55                                                                             | 49                                                                             | 45                                                                             | 47                                                                             | 46                                                                             | 48                                                                             | 56                                                                             | 52                                                                             | 47                                                                             | 44                                                                             | 50                                                                             |
| Nguồn: China Meteorological Administration                                     |                                                                                |                                                                                |                                                                                |                                                                                |                                                                                |                                                                                |                                                                                |                                                                                |                                                                                |                                                                                |                                                                                |                                                                                |                                                                                |